# Colette Audry
Colette Audry (Orange, 6 de julio de 1906-Issy-les-Moulineaux, 20 de octubre de 1990) fue una profesora, dramaturga, novelista, guionista y crítica literaria francesa especialmente conocida por su activismo sindical, socialista, feminista y antifascista.
Amiga personal de Simone de Beauvoir y Jean Paul Sartre colaboró durante varios años en la revista de Les Temps Moderns, estudió especialmente la obra de Sartre y en 1966 publicó un ensayo sobre su obra.  En 1956 fundó junto a Edgar Morin, Roland Barthes y Jean Duvignaud la revista postmarxista Arguments (1956-1962). En 1962 fue cofundadora del Mouvement Démocratique Féminin (MDF) considerado un laboratorio de ideas socialistas y feministas.
En 1962 ganó el premio Médicis de literatura con su novela autobiográfica Detrás de la bañera.

## Biografía
Procedente de una familia de origen protestante que se había distanciado de la religión, Colette Audry es hija de Charles Audry y de Ines Combes. Su padre pertenecía a una modesta familia del Gard de pequeños agricultores, militante de la SFIO (Sección Francesa de la Internacional Obrera)  dejó el activismo para desarrollar una carrera como prefecto y su madre pertenecía a la burguesía rural. Creció en una familia de tradición laica y republicana. Por parte materna era la sobrina nieta del político francés, presidente de la III República Gaston Doumergue. Tras la entrada de su padre, Charles Audry, cercano a los círculos socialistas, en la administración de la prefectura, Colette Audry pasó parte de su infancia trasladándose con frecuencia de destino: primero Niza, luego Ardèche en 1914, y finalmente las Côtes-du-Nord en 1918. A partir de 1920 por razones de salud de su padre la familia se estabilizó en París.
Tras los estudios secundarios en 1923 su madre la animó a estudiar en la Ecole Normale Supérieure de Sèvres par tener una profesión. Obtuvo el título de agregada de letras modernas en 1928 a los 22 años. Empezó a trabajar como profesora de secundaria en el Liceo Pasteur de Caen (1928-1930) y luego en Rouen (1930 - 1936) donde conoció a través de Paul Nizan a Simone de Beauvoir también profesora en Rouen, con quien mantuvo una relación de amistad hasta su muerte, mientras su marido daba clases en la Facultad de Letras de Nancy (Meurthe-et-Moselle).
Enseñará durante tres años en Grenoble durante la guerra de 1941 a 1944 donde su marido se replegó. Tras la Liberación fue profesora del liceo Hélène Boucher en Paris y obtuvo a partir de octubre de 1945. Durante toda su vida Colette Audry ejercerá como profesora de secundaria salvo el periodo en el que preparó su tesis que dejó inacabada, regresando al liceo Molière de París hasta su jubilación en 1965.

### Activismo
Su escuela política fue el sindicalismo, en los años 1930 en un ambiente antifascista y antiestalinista.  Fue durante este período cuando se involucró en el activismo, a través de la asociación de su escuela, en la que los debates eran esencialmente políticos. Bajo la influencia de profesores comunistas miembros de esta asociación, se plantea unirse al Partido Comunista Francés, pero finalmente opta por dedicarse sobre todo al sindicalismo en la Federación unitaria de educación (FUE), organización muy minoritaria de la que forman parte antiguos miembros del PCF excluidos o dimisionarios del partido. Participa en todos los congresos de la FUE y colabora en su revista, L'École émancipée. Se acercó entonces a la “mayoría federal”, opuesta a los comunistas, y asumió por otro lado la dirección, en 1934, de la revista L'Avant garde syndicale, fundada desde la dirección de la FUE por las minorías CGTU.
Tras los disturbios del 6 de febrero de 1934 en París se incorpora al Comité de Vigilancia de Intelectuales Antifascistas. Miembro de la dirección nacional, en 1935 participó en la creación con Marceau Pivert, de la Gauche révolutionnaire (Izquierda Revolucionaria), corriente de “izquierda” de la Sección Francesa de la Internacional Obrera.
El año 1936 marcó un punto de inflexión en su vida y su compromiso. Fue asignada al Lycée Molière, en París como su hermana, la directora de cine Jacqueline Audry, mientras desaparecía la FUE, en el marco de la reunificación sindical entre CGT y CGTU.
Con los otros miembros de la Izquierda Revolucionaria, critica la timidez del gobierno del Frente Popular, liderado por Léon Blum. Pero es sobre todo en la cuestión española donde se distancia. Tras un viaje a España en el verano de 1936, donde se reunió con dirigentes del Partido Marxista de Unificación Obrera (POUM), en 1937 participó en la creación del Comité de Acción Socialista por España, en el que el periódico L'Espagne socialiste aboga en particular por el levantamiento del embargo de armas decidido por Blum.
Excluida de la SFIO con toda la Izquierda Revolucionaria en 1938, participó en la creación del Partido Socialista Obrero y Campesino, y realizó una revista de prensa internacional en el periódico de este partido, Juin 36. Ultrapacifista, como buena parte de los militantes del PSOP, firma el «manifiesto de las mujeres contra la guerra», pero no se deja tentar entonces, como otros socialistas pacifistas, por la colaboración.
Durante la guerra, a partir de 1942 estuvo cerca de los círculos resistentes y, en particular, tras su traslado a Grenoble en 1941 luchando junto a los comunistas del Frente Nacional a través de Sofia Jancu, compañera de Gabriel Péri.

### Actividad literaria
Regresó a París en 1944 tras la Liberación y se consagra al cine y la literatura. Asumió de 1945 a 1946 la dirección de proyectos de cine en el Ministerio de Información. En este mismo periodo trabajará con el cineasta René Clément en la escritura del guion de La Bataille du rail. También colaboró en el guion de varias películas de su hermana Jacqueline (Les Malheurs de Sophie, 1946 y Fruits amers, 1967) 
Luego se reincorporó a su trabajo como profesora, salvo el periodo entre 1952 y 1957, en el que obtuvo una adscripción en el Centro Nacional para Investigación Científica, para realizar una tesis en literatura bajo la dirección de Gaston Bachelard.
En este periodo se centra en actividades artísticas y literarias. Su primer trabajo publicado fue una colección de cuentos, On joue perdant, en 1946 por Gallimard en una colección dirigida por Albert Camus. Escribió una obra de teatro, Soledad, que fue uno de los éxitos del año teatral de 1956, y en 1962 ganó el Premio Medicis por su novela autobiográfica Derrière la baignoire .
En los años 50 frecuenta diversos colectivos de intelectuales como los de la revista Les Temps Modernes junto a sus amigos Jean Paul Sartre y Simone de Beauvoir, donde colaboró hasta 1955, después fundó en 1956 junto a Edgar Morin, Roland Barthes y Jean Duvignaud la revista Arguments (1956-1962) un laboratorio de pensamiento progresista, pero en gran parte posmarxista, que «adquiere todo su sentido en un momento en el que la ruptura del estalinismo incita a todos a dejar atrás los problemas y a reabrir perspectivas», y que acogerá notablemente las firmas de Theodor Adorno o Maurice Blanchot.
También colaboró en semanarios como France Observateur o grupos de reflexión como Cercle ouvert. Mientras tanto, sugirió a la joven Françoise Sagan, quien le envió su manuscrito de Bonjour tristesse en 1953, que revisara el resultado, y le recomendó tres editores.
En 1962 su libro Derrière la baignoire ganó el premio Médicis por 6 votos contra 5 que recibió L'Inquisitoire de Robert Pinget. Se trata de un libro lleno de humor y de situaciones intrépidas dedicado a su perra Douchka.
En 1966 publicó un ensayo sobre el pensamiento filosófico de Jean-Paul Sartre: Sartre ou la réalité huamine (Seghers, 1966).

### Trayectoria política
Después de la Liberación en 1944 no retoma de inmediato el activismo político.
En 1955 a propuesta de Louis Vallon se adhiere a la "Nouvelle gauche", la nueva izquierda neutralista en busca de una alternativa entre los dos bloques y entre los dos grandes partidos de izquierda, impulsado por Gilles Martinet, Claude Bourdet y Louis Vallon, que posteriormente se disolvió en la Unión de Izquierda Socialista, antes de participar. la creación del Partido Socialista Unido en 1960. 
Tras las revelaciones del informe Khrouchtchev y la intervención de los carros soviéticos en Budapest se pregunta por el futuro del comunismo y sobre sus esperanzas de reunificación del movimiento obrero. Durante la guerra de Argelia se posiciona para denunciar la guerra colonial marcada por la violencia de la represión y el uso de la tortura.
En 1962 fue candidata a las elecciones a la Asamblea Nacional por el Partido Socialista en 1962 y 1967 pero no fue elegida. También apoyó activamente la campaña de François Mitterrand. En el marco del partido, se acercó a Jean Poperen y lo siguió cuando éste rompió con el PSU para crear en 1967 la Unión de Grupos y Clubes Socialistas.
Tras la creación del nuevo Partido Socialista, asumió la responsabilidad de redactar Synthèse Flash, un boletín de la corriente "poperenista". También representó esta corriente en el comité de dirección del PS del congreso de Epinay hasta 1983.
En el nuevo Partido Socialista dirigido por Mitterrand a partir de 1971 trabaja junto a Jean Poperen en la concepción de un socialismo democrático. Forma parte del comité director del partido socialista. En la década de 1970 se dedicó a la formación de militantes, redactando varios folletos para el Partido Socialista, y a alimentar la reflexión teórica del PS en el Instituto Socialista de Estudios e Investigaciones (ISER) fundado en 1974, que primero dirigió y posteriormente, en 1986, presidió. En este periodo se interesa en particular en las cuestiones relativas a los países del Este y en el laicismo. El ISER se disolvió en 1990, poco después de su muerte.
Durante los dos últimos años de su vida se consagra sobre todo a la literatura. Mantuvo una relación epistolar cuasi-periodística con un monje benedictino, François Durand-Gasselin con el que habla de literatura, entre otras cosas. Estas cartas de Colette Audry fueron publicadas tres años después de su muerte bajo el título Rien au-delà (Nada más allá) que son sus últimas palabras de la última carta que escribió antes de ser hospitalizada.
Colette Audry murió el 20 de octubre de 1990 en el hospital Issy-les-Moulineaux. Su última carta a François data del 14 de junio. Es el último himno de amor: «Debo decirte lo que habrás sido para mí: durante dos años al menos, más espero, me habrás hecho saber lo que puede haber. tener dulzura en la vida ... Y eso no es poca cosa, y no estabas más entrenado que yo para eso. Hay muchas otras cosas, pero no hay nada más allá.»

## Activismo feminista
Colette Audry y Simone de Beauvoir eran amigas desde que coincidieron en los años 30 como profesoras en Rouen (1930 - 1936). Antes de la guerra las dos mujeres no percibían su condición de mujer de la misma manera. Mientras Simone de Beauvoir hablaba de la relación "igualitaria" que tenía con Sartre, Audry tras sus experiencias políticas se había dado cuenta de que las mujeres no tenían los mismos derechos que los hombres y se planteó incluso escribir un libro sobre ello. Cuando Simone de Beauvoir en 1949 publicó en El segundo sexo, Colette Audry se convierte en una de sus firmes defensoras.
El inicio de la década de los 60 marca una nueva etapa en su activismo cuando «tardíamente» dirá Audry, se suma al feminismo. Se posicionó con frecuencia sobre la marginación de las mujeres en política, la igualdad en el trabajo o el derecho a la contracepción en las revistas Perspectives, La Femme du XXè siècle o Tribune socialiste.
A partir de 1964 dirigió la colección Femme (Mujer) en la editorial Denoël, la primera en Francia en ofrecer obras, francesas y extranjeras, exclusivamente escritas por mujeres, a razón de un título al mes. En la colección un libro clave del feminismo estadounidense de la época: La mística de la feminidad (La femme mystifiée) de Betty Friedan, Aucun de nous ne reviendra de Charlotte Delbo, La Vie des Femmes de Evelyne Sullerot, o Ma vie de Eleanor Roosevelt.
Colette Audry no escribió ensayos feministas, sin embargo utilizó su posición intelectual para intervenir en el debate público sobre estas cuestiones y por otro lado el feminismo constituye una fuente identitaria que alimenta su recorrido intelectual, destaca Séverine Liatard en el Dictionnaire des féministes. France - XVIIIe-XXIe siècle. Sus novelas autobiográficas como Derrière la baignoire (premio Médicis, 1962), La Statue (1983) o Françoise l'ascendante (1986) son reflexiones sobre su condición de niña y de mujer.
En el feminismo defiende la lucha colectiva en favor de la igualdad entre los sexos y frente al feminismo de la diferencia que postula las diferencias consubstanciales a los sexos. Sin embargo, socialista ante todo, considera que el feminismo no tiene la amplitud de un verdadero movimiento político y que los derechos de las mujeres deben necesariamente articularse en la lucha de clases.

### Cofundadora del MDF
Militó en favor del control de natalidad en las filas del Movimiento francés para la planificación familiar y en 1962 formó parte del grupo fundador junto a Marie-Thérèse Eyquem, del Mouvement Démocratique Féminin (MDF) un laboratorio de ideas socialistas y feministas en el que también participan Madeleine Guilbert, Marguerite Thibert, Gisèle Halimi, Andrée Michel y Évelyne Sullerot. Audry asumió la vicepresidencia del movimiento.
En 1971 fue firmante del manifiesto de las 343 en favor del derecho al aborto en Francia. 
Sin embargo pero no participó en el Mouvement de Libération des Femmes creado en 1970. Su compromiso feminista se desplaza a la esfera política -considera que el combate de las mujeres está relacionado con la perspectiva de la lucha por el socialismo- y a la esfera cultural.
Colette Audry, pesar de su experiencia política, nunca asumió un mandato electivo ni participó en ningún gobierno socialista porque es difícil para una mujer acceder a los puestos de dirección pero también porque no era una "mujer de aparato" y por otro lado "no concebía renunciar a la literatura por la política", concluye Liatard en su escrito sobre la biografía de Colette.

## Vida personal
En 1939 en París se casó con germanista alsaciano Robert Minder, un profesor investigador alemán que será profesor en el Collège de France del que se divorciará algunos años después, en 1945. Tuvieron un hijo, Jean-François. Colette era hermana de la directora de cine Jacqueline Audry con quien colaboró escribiendo varios guiones, entre ellos La infelicidad de Sophie y Fruta amarga, que ganó en 1946 el Gran Premio del Cine Francés.

## Premios y reconocimientos
- 1962 Premio Medicis por su novela autobiográfica Derrière la baignoire.

### Reconocimientos póstumos
En 2013, se le dio su nombre al patio principal de la sede del Partido Socialista, en la rue de Solférino en París.

## Publicaciones
- On joue perdant, Gallimard, 1946 - nouvelles.
- Aux yeux du souvenir, Gallimard, 1947 - memorias
- Léon Blum ou la politique du Juste, Julliard, 1955, - ensayo
- Soledad, Denoël, 1956 - théâtre (adaptación cinematográfica bajo el título Fruits amers en 1967)
- Derrière la baignoire, Gallimard, 1962 - novela Prix Médicis.
- Sartre et la réalité humaine, Seghers, 1966. Presentación general de la filosofía de Sartre y extractos de textos de La Transcendance de l'Ego au premier tome de la Critique de la raison dialectique. - ensayo
- L'Autre Planète, Gallimard, 1972 - novela.
- Les Militants et leurs morales, Flammarion, 1976 - ensayo.
- La Statue, Gallimard, 1983 - nouvelles.
- L'Héritage, Gallimard, 1984 - novela.
- Françoise l'ascendante, Gallimard, 1986 - novela.
- Rien au-delà, Denoël, 1993 - correspondencia.

## Teatro
- 1956 : Soledad puesta en escena de François Perrot, Poche Montparnasse - Premio Paul-Hervieu de l’Académie française

## Filmografía

### Guionista
- 1946 : La Bataille du rail de René Clément
- 1946 : Les Malheurs de Sophie de Jacqueline Audry
- 1951 : Olivia de Jacqueline Audry
- 1958 : Liberté surveillée d'Henri Aisner et Vladimir Voltchek
- 1967 : Fruits amers de Jacqueline Audry
- 1968 : Le Socrate de Robert Lapoujade
- 1969 : Le Lis de mer de Jacqueline Audry